# Dinocheirus horricus
Dinocheirus horricus es una especie de arácnido  del orden Pseudoscorpionida de la familia Chernetidae.

## Distribución geográfica
Se encuentra en Míchigan (Estados Unidos).